# کریس کریستنسن

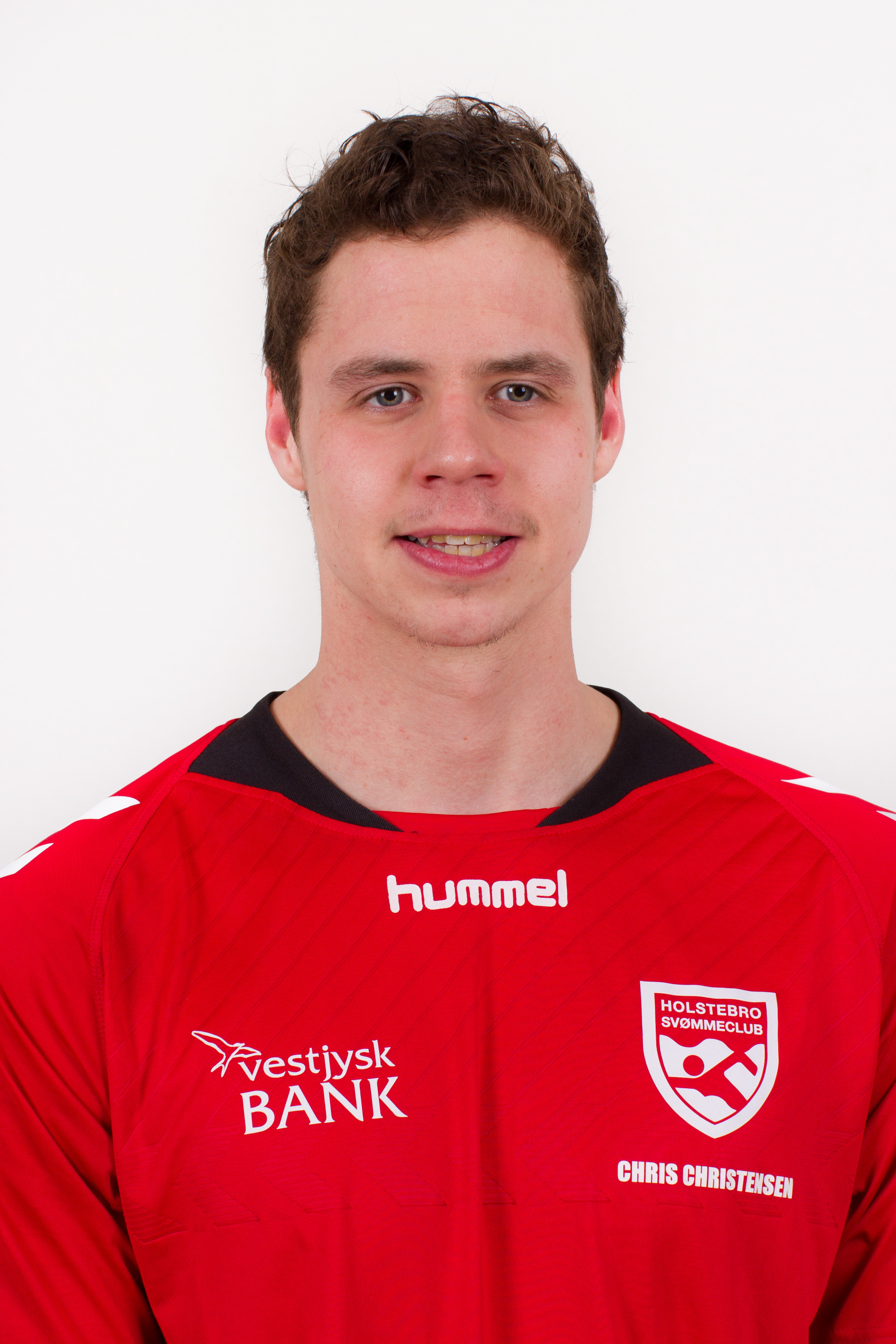
کریس کریستنسن - ۲۰۱۳

کریس کریستنسن (به انگلیسی: Chris Christensen) (زادهٔ ۲ مارس ۱۹۸۸) شناگر اهل دانمارک است.